# Имай-Кармалинский сельсовет
Имай-Кармалинский сельсовет — муниципальное образование в Давлекановском районе Башкортостана.

## История
Согласно «Закону о границах, статусе и административных центрах муниципальных образований в Республике Башкортостан» имеет статус сельского поселения.

## Население
| 2002  | 2009  | 2010  | 2012  | 2013  | 2014  | 2015  |
| ----- | ----- | ----- | ----- | ----- | ----- | ----- |
| 1584  | ↘1494 | ↗1505 | ↘1462 | ↘1447 | ↘1406 | ↘1366 |
| 2016  | 2017  |       |       |       |       |       |
| ↘1333 | ↘1305 |       |       |       |       |       |

## Состав сельского поселения
| №  | Населённый пункт | Тип населённого пункта       | Население |
| -- | ---------------- | ---------------------------- | --------- |
| 1  | Имай-Кармалы     | село, административный центр | ↗330      |
| 2  | Ташлы-Шарипово   | село                         | ↘344      |
| 3  | Старомрясово     | село                         | ↗259      |
| 4  | Новомрясово      | деревня                      | ↗170      |
| 5  | Ташлытамак       | деревня                      | →113      |
| 6  | Батраки          | деревня                      | ↗88       |
| 7  | Каратал          | деревня                      | ↘87       |
| 8  | Япар-Янбеково    | деревня                      | ↘79       |
| 9  | Мусагитово       | деревня                      | ↗35       |
| 10 | Волга            | деревня                      | →0        |

В 1981 году исключена из списков населённых пунктов Ляшковка, согласно Указу Президиума ВС Башкирской АССР от 12.02.1981 N 6-2/66 «Об исключении некоторых населенных пунктов из учетных данных по административно-территориальному делению Башкирской АССР».